# Reservewiel

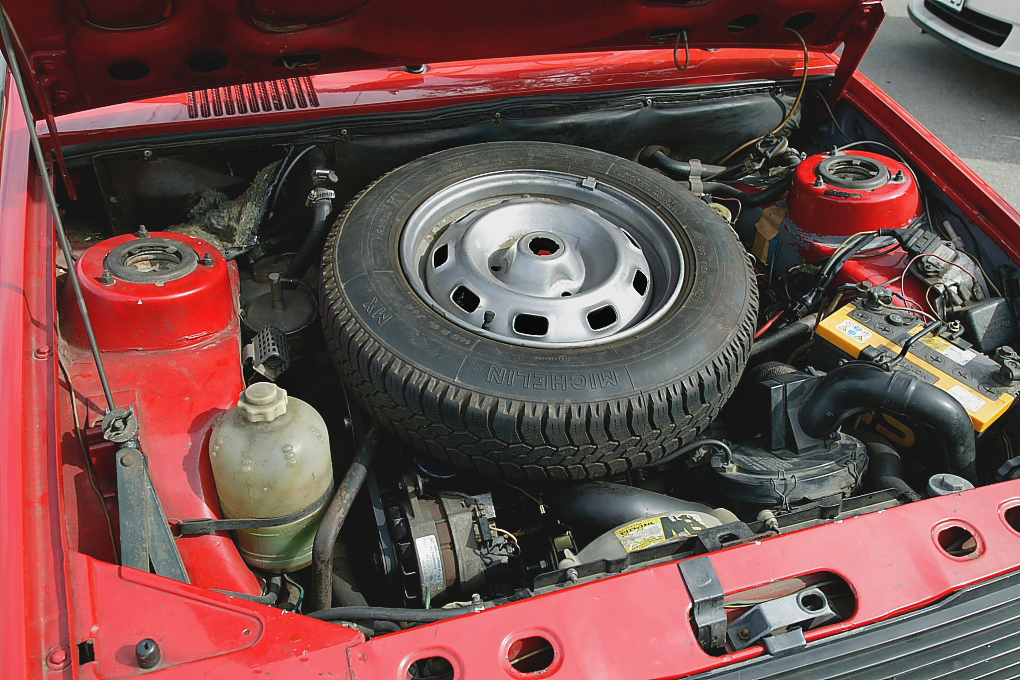
Volwaardig reservewiel onder de motorkap van een Renault 14

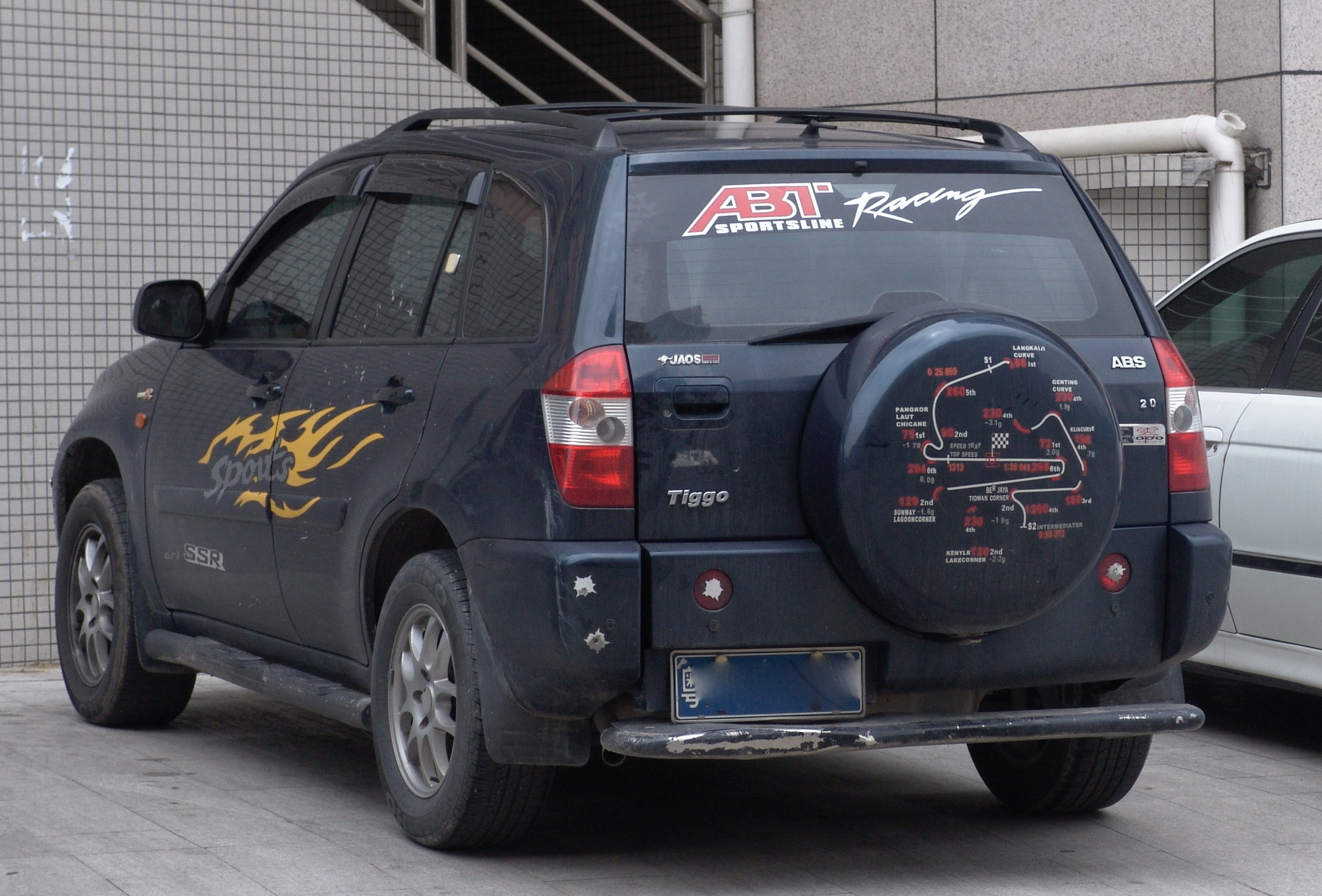
Reservewiel achter op de auto

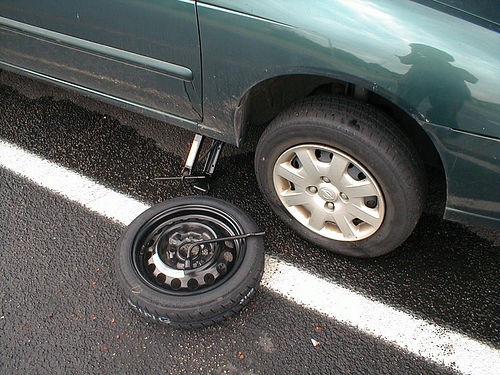
Vervanging van een autoband met een "thuiskomertje"

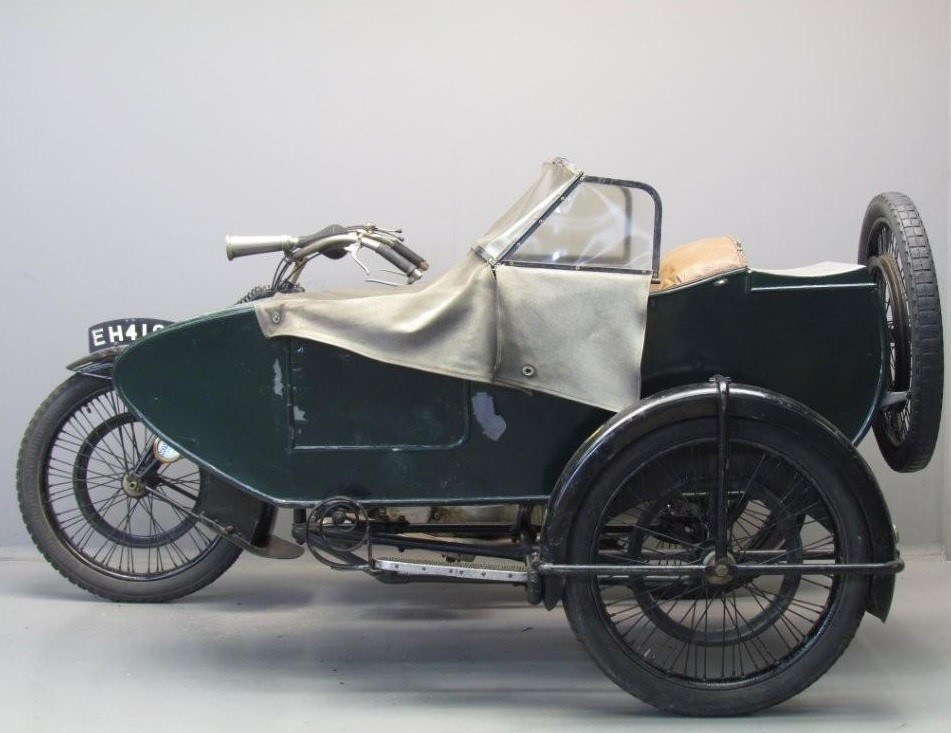
In de jaren twintig was een reservewiel op een zijspancombinatie heel gewoon. Bij dit BSA Model F kon het voor, achter en op het zijspan gebruikt worden.

Een reservewiel (ook wel reserveband) is een bijkomend wiel met autoband voor een motorvoertuig.  Het is in sommige landen een wettelijk verplicht mee te voeren auto-onderdeel. Het is bedoeld als vervanging voor een autoband wanneer deze onderweg lek raakt. Eigenlijk zou men kunnen volstaan met alleen een band, maar omdat het om de velg leggen van een autoband in de open lucht en zonder goede steunpunten lastig is, zijn personenauto's veelal uitgerust met een wiel dat tamelijk eenvoudig vervangen kan worden.

## Plaatsing
Het reservewiel kan zich op verschillende plaatsen van het voertuig bevinden, die elk hun voor- en nadelen hebben.

### Personenwagens
Bij personenauto's blijft de conditie van de band het beste onder in de kofferbak, waar hij echter het minst toegankelijk is, is. De plek waar het wiel het best bereikbaar en het minst beschermd is, is achterop of onderaan de auto.

### Vrachtwagens
Bij vrachtwagens hangt het reservewiel in Europa veelal onder het chassis. Bij trekker-opleggercombinaties is er gewoonlijk ook voldoende ruimte aan de achterkant van de cabine en in Amerika wordt het reservewiel daar vaak gemonteerd. Dit gaat goed bij de klassieke cabine met neus, maar niet bij de kantelcabine die in het Europese wegtransport vrijwel de standaard is: het kantelen gaat dan veel te zwaar. Bij vrachtwagens voor zwaar terrein kan de plaatsing een probleem zijn: de cabine is te klein, plaatsing in een gesloten laadbak is onpraktisch en ophanging onder het chassis beperkt de bodemvrijheid. De constructeurs van de Krupp-Protze, een vooroorlogs militair voertuig, vonden een inventieve oplossing: aan beide zijden was tussen de voor- en achteras een reservewiel gemonteerd, dat als loopwiel vrij kon draaien en zo van pas kwam bij erg hobbelig terrein of slappe bodem. Dit idee wordt bij meer terreinwagens gebruikt, bijvoorbeeld bij de 'Dikke DAF'.
Moderne vrachtwagencombinaties hebben vaak geen reservewiel, omdat op de verschillende assen verschillende bandensoorten gemonteerd kunnen zijn, bijvoorbeeld supersingles met lage rolweerstand en luchtweerstand onder de oplegger, dubbellucht met zwaar karkas aan de aandrijfas en banden met goede stuurkarakteristieken aan de vooras.

### Motorfietsen
In de beginjaren van de motorfiets waren luchtbanden nog onbetrouwbaar. Motorrijders hingen soms reservebanden naast het achterwiel van de motor of droegen ze om de schouder, maar gangbaar was dit niet; Zijspannen hadden soms wel ruimte voor een reservewiel. Ook scooters hadden soms reservewielen, die door hun kleinere formaat makkelijker mee te nemen waren.

### Fietsen
Bij fietsen worden alleen tubes onderweg meegenomen. Deze banden voor race- en sportfietsen zijn zo kwetsbaar dat ze makkelijk lek raken, maar zo flexibel dat ze in een zadeltasje mee te nemen zijn.

## Wel of geen reservewiel?
De aanwezigheid van een reservewiel is in Nederland al lang niet meer verplicht, mede op verzoek van diverse autofabrikanten in Nederland die ervoor hebben gepleit het reservewiel uit de lijst met verplichte onderdelen te schrappen. Dit zou tot gewichtsbesparing leiden en daarmee energie besparen. Ook zou het in een aantal landen een besparing in wegenbelasting kunnen opleveren. Een ander argument is de verbetering van de kwaliteit van de wegen en de betrouwbaarheid van de hedendaagse banden. In plaats van een reservewiel wordt dan een bandenreparatiekit, een spuitbus waar afdichtmiddel in zit, meegeleverd maar dat is vaak geen goede en adequate oplossing vanwege de beperkte hoeveelheid luchtdruk die de spuitbus kan opbrengen. Cruciaal daarbij is hoe groot het lek is en hoeveel (via het drijfgas in de spuitbus toegevoerde) lucht er ontsnapt alvorens het gat is gedicht met het afdichtmiddel. Een andere optie is een eenvoudig uitgevoerd, alleen tijdelijk te gebruiken wiel, het zogenaamde thuiskomertje. Hiermee mag men in Nederland maximaal niet sneller rijden dan 80 km per uur. In januari 2012 heeft de ANWB ervoor gepleit de aanwezigheid van het reservewiel weer verplicht te stellen. Het schuim van een reparatieset helpt namelijk in veel gevallen niet, bijvoorbeeld als het gat te groot is, zodat de wegenwacht nog regelmatig moet uitrukken. De ANWB adviseerde toen mensen die een nieuwe auto kochten een reservewiel te bestellen.
Volgens VAB zouden in België vier op de vijf wagens tegenwoordig zonder volwaardig reservewiel afgeleverd worden, tegenover twee op de vijf in 2009. Desondanks zou 51%  van de wagens wel met een volwaardig reservewiel kunnen geleverd worden al dan niet in optie. Vervangproducten zijn een klein reservewiel, ook thuiskomertje genoemd (actieradius 3000 km), een bandenreparatiekit (actieradius 50 km en slechts in een op de twee gevallen bruikbaar) en runflatbanden (actieradius 80 tot 200 km). Deze beperken alle de snelheid tot 80 km/u.

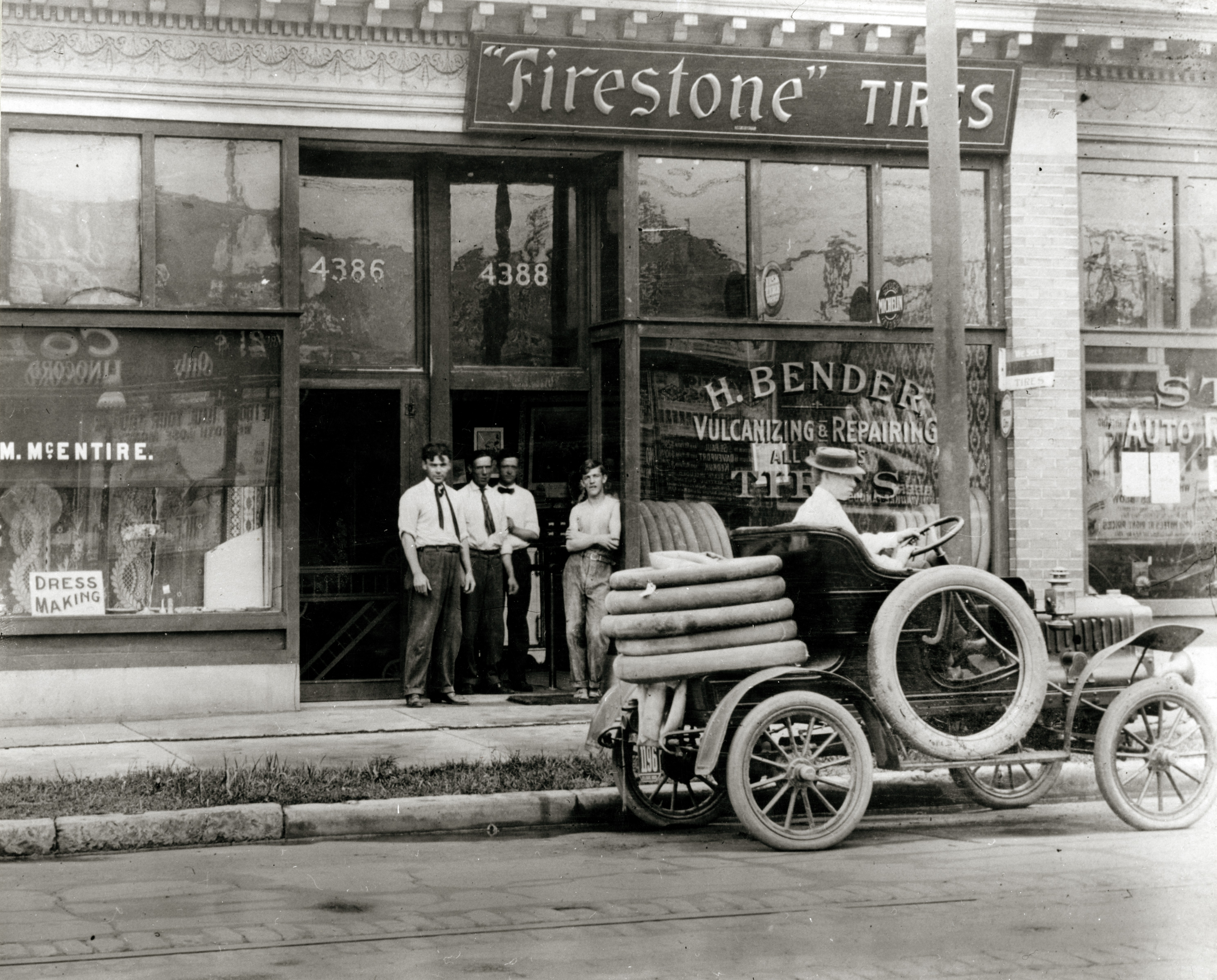
Wagen voor bandenreparatie bij H. Bender, een Firestonedealer in Saint Louis (Missouri), 1906. Vulkaniseert en repareert alle bandenmerken.
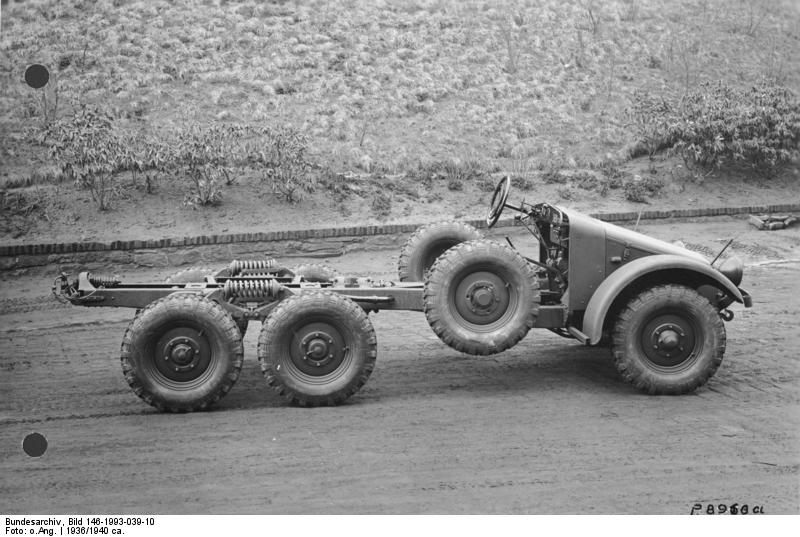
Krupp-Protze: reservewielen als steunwielen tussen de assen
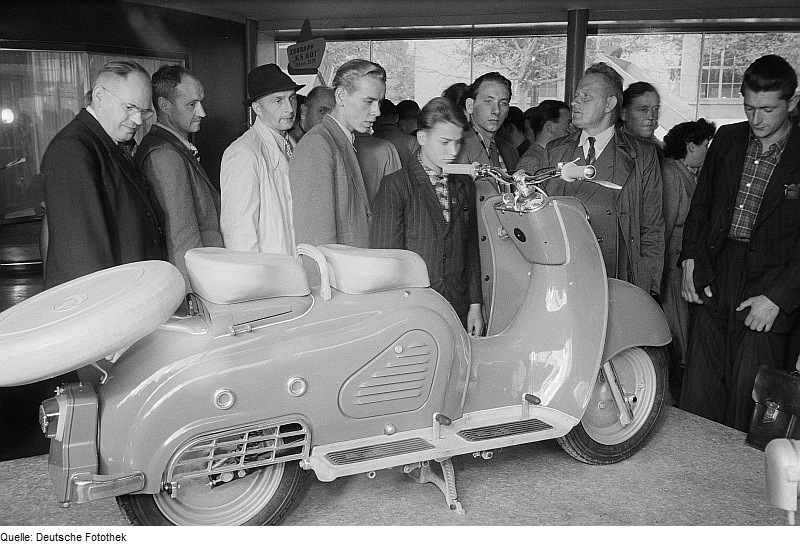
Zündapp Bella met reservewiel. Leipziger Herbstmesse, 1954